# Ioan Duma
Ioan Duma (n. 5 noiembrie 1896, Valea Mare, județul Bacău – d. 16 iulie 1981, Târgu Jiu) a fost un cleric romano-catolic franciscan minorit, care a fost consacrat în clandestinitate la data de 8 decembrie 1948 ca episcop titular de către pro-nunțiul apostolic Patrick Gerald O`Hara.

## Biografie
Ioan Duma s-a născut la data de 5 noiembrie 1896 în satul Valea Mare din comuna Faraoani (județul Bacău). Studiile primare le-a făcut în localitatea natală. În anul 1914 a intrat ca elev la Seminarul Franciscan de la Hălăucești (județul Iași). În perioada anilor 1914-1916, în timpul primului război mondial, lucrează ca sanitar în cadrul armatei.
La data de 4 octombrie 1919, face profesiunea religioasă la Hălăucești, devenind călugăr franciscan. După primul război mondial și-a continuat studiile de teologie la Roma. A fost hirotonit preot romano-catolic franciscan la data de 22 iunie 1924, la Roma și este repartizat ca preot vicar la parohia Săbăoani din județul Neamț.
La 30 septembrie 1925 preotul Ioan Duma a fost numit vicar parohial la Hălăucești (jud. Iași), fiind în același timp profesor și director la Seminarul Franciscan din Hălăucești. La data de 10 februarie 1928 a fost transferat în calitate de vicar parohial la Galați, devenind după doi ani paroh al Parohiei Romano-Catolice din Galați, rămânând aici până în anul 1949, când a fost arestat. Pr. Ioan Duma a editat revista "Curierul Parohiei Romano-Catolice Galați" și a construit monumentul închinat sfântului Anton de Padova, în partea stângă a intrării în biserică (1934).
În anul 1940, pe când era încă tânăr preot, Ioan Duma a scris în întregime cu mâna sa și a pregătit pentru tipărire lucrarea "Puterea mare a rugăciunii" a sfântului Alfons Maria de Liguori, care a fost tradusă de Societatea de Lectură „Sf. Bonaventura” din Luizi Călugăra sub denumirea Puterea cea mare a rugăciunii.  Din cauza izbucnirii războiului, a refugiului și apoi a persecuțiilor comuniste ce au fost dezlănțuite asupra Bisericii, ordinelor și congregațiilor religioase, nu s-a putut tipări această carte. A fost ascunsă împreună cu alte cărți ale episcopului Ioan Duma și păstrată de diferite persoane de încredere, fiind tipărită abia în anul 2003.

## Consacrarea ca episcop și prigoana
În perioada de după preluarea puterii de către regimul comunist (1948), problema clerului a devenit foarte stringentă atât pentru Dieceza de Iași, ca de altfel pentru întreaga Biserică Catolică din România. De aceea, unii episcopi au propus ca unii din tinerii vrednici de taina Preoției să fie consacrați în clandestinitate ca episcopi, beneficiind de favoruri speciale din partea papei Pius al XII-lea și prin mijlocirea nunțiului apostolic.
Monseniorul Ioan Duma a fost numit de papa Pius al XII-lea episcop titular de Iuliopolis (Giuliopoli), pentru Dieceza de Iași, la 16 noiembrie 1948. A fost consacrat ca episcop la data de 8 decembrie 1948, în capela Nunțiaturii Apostolice din București, de către pro-nunțiul apostolic Patrick Gerald O`Hara. Consacrarea a fost secretă și fără asentimentul guvernului român, de aceea nu a fost recunoscută public și nici nu a figurat în statisticile oficiale.
Autoritățile comuniste au intrat însă în posesia listei cu episcopii consacrați în secret de către Nunțiatura Apostolică. Astfel, episcopul Ioan Duma, OFMConv., este arestat în anul 1949 și condamnat la trei ani de închisoare, fiind închis la penitenciarele Popa Șapcă și Jilava. După eliberare, vine la Iași, dar este rearestat la 22 septembrie 1951 și condamnat la 25 de ani de închisoare în data de 5 octombrie 1951. I s-a redus pedeapsa la 4 ani: 3 ani fiind deținut în închisoarea Popa Șapcă din Timișoara și încă un an până la punerea sa în libertate la închisorile Jilava și Sighet. La data de 23 septembrie 1955 episcopul Ioan Duma a fost eliberat din închisoare și i s-a impus domiciliu obligatoriu, fiind supravegheat permanent de către autorități.
La 7 octombrie 1955 episcopul Duma a fost numit preot ajutător la Iași. Fiind considerat periculos, este transferat la 27 noiembrie 1956 ca preot-paroh (cu domiciliu obligatoriu) în satul Mihail Kogălniceanu (județul Constanța). Din data de 15 aprilie 1959 episcopul Ioan Duma a fost numit paroh (cu domiciliu obligatoriu) în municipiul Târgu Jiu, județul Gorj. Aici a păstorit ca preot-paroh timp de 22 ani până la data de 1 iunie 1981, când s-a pensionat pentru limită de vârstă.
A participat la Sinodul Episcopilor de la Roma din 11 noiembrie 1971, întâlnindu-se cu acest prilej cu papa Paul al VI-lea. După cum susține nepotul episcopului, autoritățile comuniste i-au spus inițial lui Ioan Duma că nu sunt locuri libere în avion pentru el, episcopul a comunicat aceasta Vaticanului și Papa i-ar fi pus la dispoziție avionul său privat pentru a ajunge la Roma.

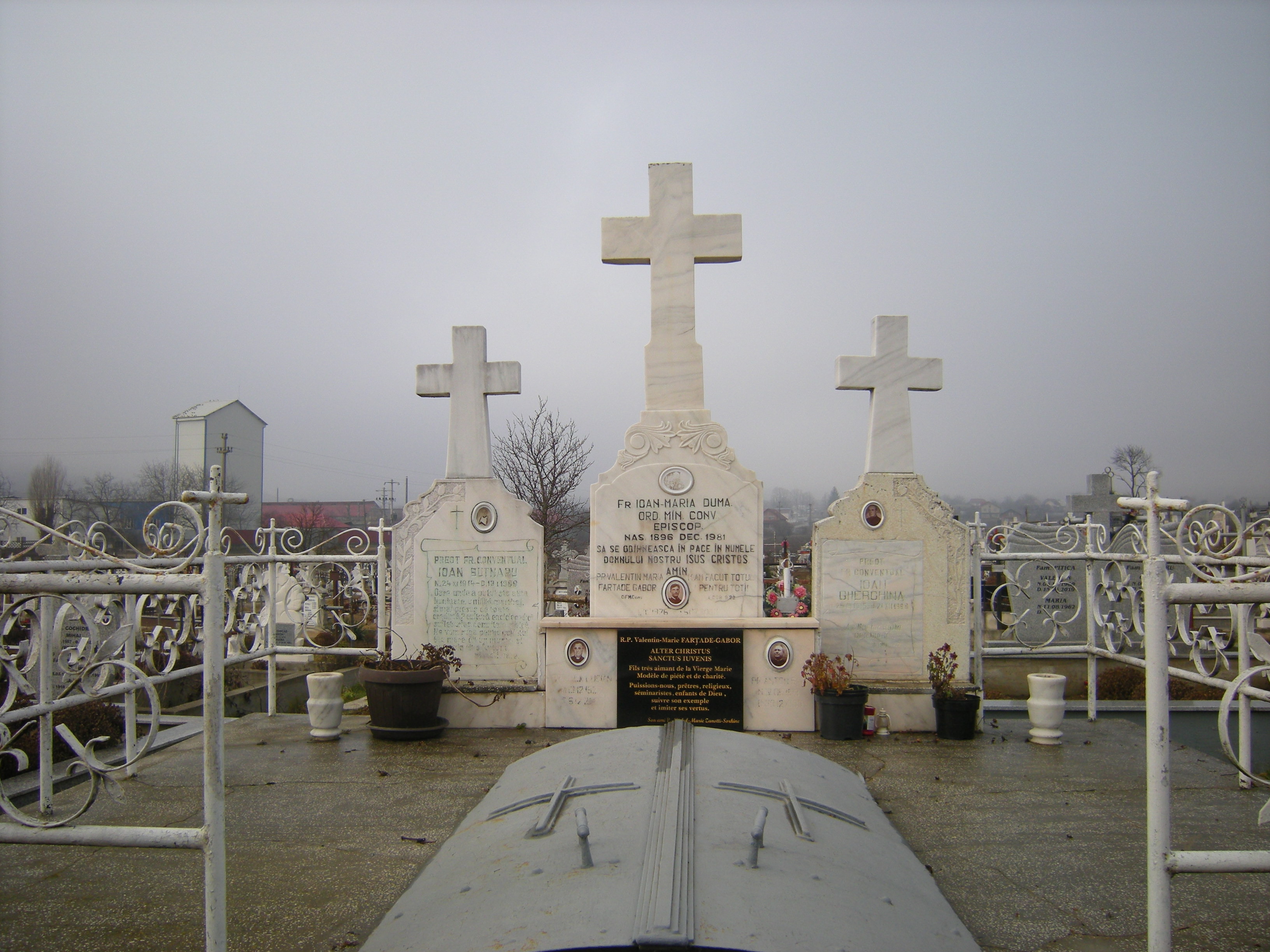
Mormântul din cimitirul fostului sat Valea Mare, Bacău

Episcopul Ioan Duma, OFMConv. a decedat la data de 16 iulie 1981 (la vârsta de 85 ani), în municipiul Târgu Jiu (județul Gorj) și a fost înmormântat în cavoul din cimitirul satului natal Valea Mare la 21 iulie 1981. Cu această ocazie, Sfântul Scaun a făcut public faptul că Ioan Duma fusese hirotonit ca episcop în secret.
La data de 29 mai 2003, în prezența episcopilor Petru Gherghel și Anton Coșa, a fost inaugurat în satul Valea Mare un monument intitulat „Altarul recunoștinței”, dedicat cinstirii memoriei Episcopului Ioan Duma, OFMConv., și a eroilor comunei. Monumentul este înalt de peste 10 metri, este placat în totalitate cu marmură (donată de deputatul PD Adrian Videanu) și are forma unui crucifix într-o carte deschisă, pe una din file fiind portretul în bronz al episcopului Ioan Duma și pe cealaltă fiind încrustate numele celor 106 eroi din cele două sate. Inițiativa construirii acestui monument aparține Fundației „Episcop Ioan Duma”, care a contribuit și financiar la realizarea sa.